# Yosiiella mira
Genre
Espèce
Yosiiella mira, unique représentant du genre Yosiiella, est une espèce de collemboles de la famille des Isotomidae.

## Distribution
Cette espèce est endémique d'Amazonas au Brésil.

## Étymologie
Ce genre est nommé en l'honneur de Ryozo Yoshii.

## Publication originale
- Hüther, 1967 : Eine neue Anurophorinen-Gattung aus Nordost-Brasilien. Senckenbergiana Biologica, vol. 48, p. 169-173.